# Editorial Crítica
Editorial Crítica es una editorial española radicada en Barcelona, perteneciente al Grupo Planeta, especializada en la publicación de clásicos de la literatura y libros universitarios de ciencias sociales y humanas. Su eslogan es «La cultura necesaria».

## Historia
Crítica fue fundada en Barcelona el 14 de abril de 1976, teniendo como vocación "construir una cultura libre poniendo al alcance del gran público obras de historia, filosofía, arqueología, política, antropología, economía y divulgación científica. Su eslogan es «la cultura necesaria». Se ha distinguido también por la edición de grandes clásicos de la literatura española.
Su fundador fue Gonzalo Pontón y su vocación fundar una nueva editorial que recuperara la literatura silenciada por la dictadura franquista que acababa de finalizar. En ese primer proyecto participaron intelectuales como Xavier Folch, Josep Fontana, Francisco Rico y Manuel Sacristán. Fue Josep Maria Vives quien financió el proyecto y lo puso en contacto con el Grupo Grijalbo, que se hizo cargo de Crítica.
En 1989, Grijalbo fue comprada por el grupo italiano Mondadori, y la Editorial Crítica se mantuvo en él hasta 1999, en que Pontón consiguió que el Grupo Planeta adquiriese la mayoría del accionariado, reflotando el proyecto y manteniéndolo en primera línea del panorama editorial español.
En 2007, y con más de dos mil títulos publicados, recibió el Premio Nacional a la mejor labor editorial cultural, que concede el Ministerio de Cultura de España, por "su apuesta decidida por la renovación y difusión de estudios relacionados con nuestra historia reciente y el rigor y calidad del conjunto de sus colecciones de ensayo y divulgación científica".

## Autores
Entre los títulos publicados por Crítica se encuentran obras clásicas de la literatura española de Juan del Encina, San Juan de la Cruz, Miguel de Cervantes, José de Cadalso, Leandro Fernández de Moratín, Marqués de Santillana, Don Juan Manuel, Leopoldo Alas «Clarín», Benito Pérez Galdós, Pedro Calderón de la Barca, Mariano José de Larra y Francisco de Quevedo.
Entre los autores modernos destacan Stephen Jay Gould, Eric J. Hobsbawm, Josep Fontana, Noam Chomsky, Ian Stewart, José Manuel Sánchez Ron, Stephen W. Hawking, Ángel Viñas, Antony Beevor, John Lynch, Francisco Espinosa Maestre, Jerry Torner, Aurora Bosch, Max Hastings, Henry Kamen, Julián Casanova, Sebastian Junger, Ilan Pappé, Peter Fritzsche, Gabriel Jackson, Brian Greene y Robert Hughes.